# Copa América de 2024
A Copa América de 2024 foi a 48.ª edição da Copa América, o campeonato internacional de futebol masculino quadrienal organizado pela CONMEBOL. O torneio foi realizado nos Estados Unidos e foi coorganizado pela CONCACAF, sendo a segunda vez desde 2016 em que as duas confederações das Américas se reuniu nesse campeonato. A competição contou com 16 seleções participantes (10 da CONMEBOL e 6 da Concacaf).
Os Estados Unidos sediaram o torneio pela segunda vez, tendo sediado a Copa América Centenário, em 2016. O torneio foi realizado de 20 de junho a 14 de julho de 2024, coincidindo com a UEFA Euro de 2024. O vencedor disputará a Finalíssima de 2025 contra o campeão do continente europeu. 
Embalada após ter sido campeã da Copa do Mundo FIFA de 2022 e confirmando o seu favoritismo sem perder um jogo, a Argentina se firma como a maior campeã da competição e conquista o seu décimo sexto título e o quarto bicampeonato da história da competição, apesar da grande final ter sido marcada por tumultos e ter o horário alterado cinco vezes. A Colômbia voltaria a disputar uma final após 23 anos da última vez que chegou a uma decisão, mas ficou com a vice. Já o Uruguai ficou com o terceiro lugar, vencendo o Canadá que pela primeira vez chegaria a uma semifinal.

## País anfitrião
Esperava-se que a Copa América de 2024 fosse sediada pelo Equador devido ao rodízio de anfitriões da CONMEBOL. No entanto, o presidente da CONMEBOL, Alejandro Domínguez, disse que o Equador foi indicado, mas ainda não escolhido para organizar a copa. Em novembro de 2022, o país se recusou a sediar a edição. Os Estados Unidos formalizaram então, em dezembro de 2022, uma proposta para sediar o torneio, servindo este como uma espécie de evento-teste para a Copa do Mundo FIFA de 2026. Com isso, a competição foi realizada em conjunto por CONMEBOL e CONCACAF e ocorreu nos mesmos moldes que a Copa América Centenário, de 2016, que também foi disputada em solo estadunidense.
| País           | Situação   |
| -------------- | ---------- |
| Estados Unidos | Escolhido  |
| Equador        | Desistente |

## Sedes
A partida de abertura será realizada no Mercedes-Benz Stadium, em Atlanta. A final será realizada no Hard Rock Stadium em Miami, com ambos os locais sendo anunciados em 20 de novembro de 2023. Todos os outros locais foram anunciados em 4 de dezembro do mesmo ano.
| Nova Iorque/Nova Jérsei | Atlanta               | Los Angeles              | Las Vegas          | Miami                             | Dallas             | Charlotte               |
| --- | --------------------- | ------------------------ | ------------------ | --------------------------------- | ------------------ | ----------------------- |
| MetLife Stadium (East Rutherford) | Mercedes-Benz Stadium | SoFi Stadium (Inglewood) | Allegiant Stadium  | Hard Rock Stadium (Miami Gardens) | AT&T Stadium       | Bank of America Stadium |
| Capacidade: 82 500 | Capacidade: 71 000    | Capacidade: 70 240       | Capacidade: 65 000 | Capacidade: 64 767                | Capacidade: 80 000 | Capacidade: 73 778      |
| |                       |                          |                    |                                   |                    |                         |
| NY/NJ Atlanta Los Angeles Las Vegas Miami Dallas Charlotte Kansas City Orlando Santa Clara Houston Austin GlendaleCidades-sedes da Copa América de 2024 |                       |                          |                    |                                   |                    |                         |
| Kansas City | Orlando               | Kansas City              | Santa Clara        | Houston                           | Austin             | Glendale                |
| Children's Mercy Park | Inter&Co Stadium      | Arrowhead Stadium        | Levi's Stadium     | NRG Stadium                       | Q2 Stadium         | State Farm Stadium      |
| Capacidade: 18 467 | Capacidade: 25 500    | Capacidade: 76 416       | Capacidade: 68 500 | Capacidade: 71 795                | Capacidade: 20 500 | Capacidade: 63 400      |
| |                       |                          |                    |                                   |                    |                         |

## Equipes

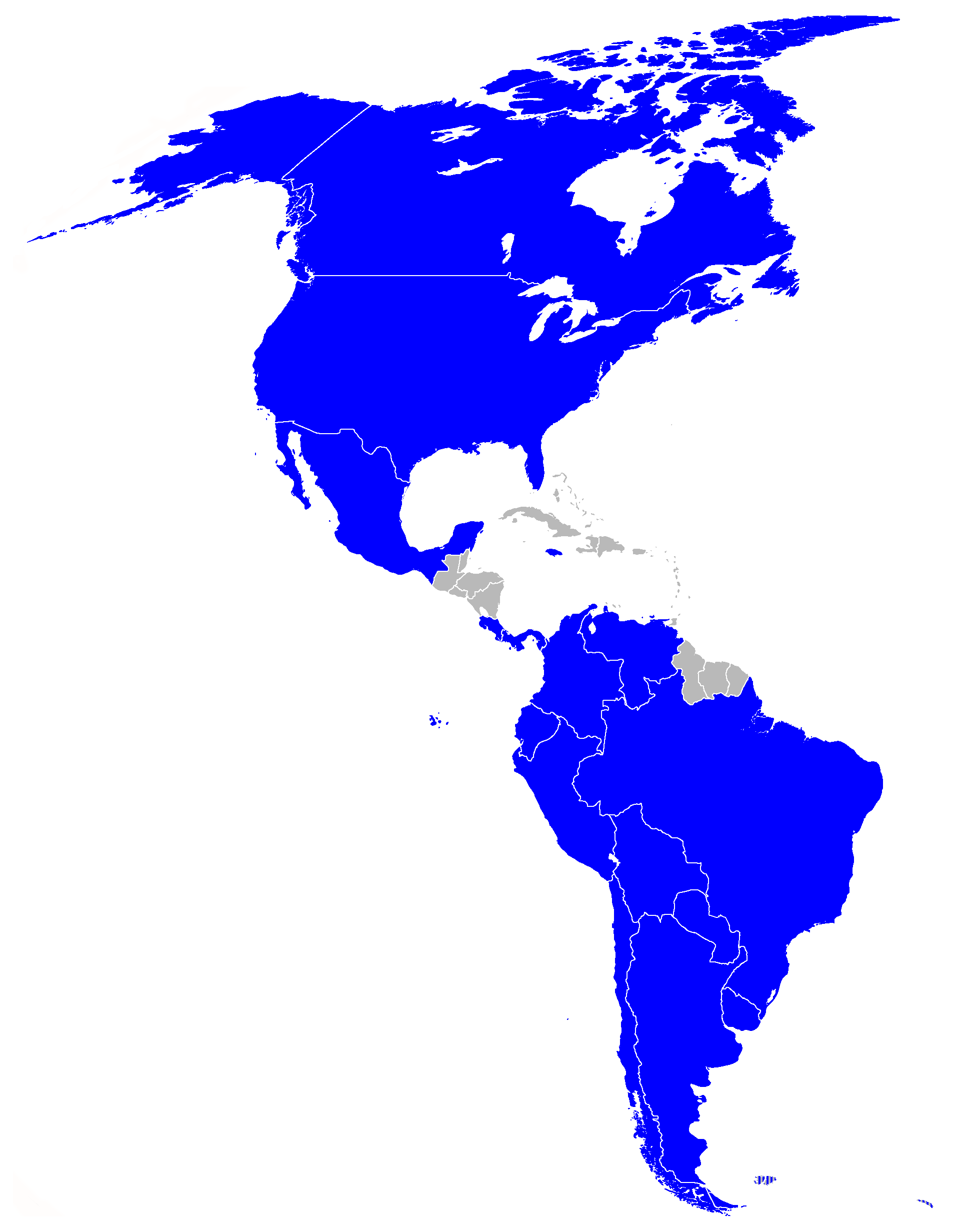
Países participantes da edição de 2024.

Estão elegíveis para a competição todos os 10 membros da CONMEBOL. Além disso, a Liga das Nações da CONCACAF de 2023–24 determinará as seis equipes da CONCACAF que se qualificarão como convidadas para a Copa América de 2024 nos Estados Unidos. Os vencedores das quartas de final se classificarão diretamente, enquanto as seleções derrotadas nesta mesma fase disputarão os playoffs para definir as outras duas vagas.
| Estados Unidos (país-sede) | 5.ª  | 4.º lugar (1995 e 2016)                                                                             |
| Jamaica                    | 3.ª  | Fase de Grupos (2015 e 2016)                                                                        |
| México                     | 11.ª | Vice-campeão (1993 e 2001)                                                                          |
| Panamá                     | 2.ª  | Fase de Grupos (2016)                                                                               |
| Canadá                     | 1.ª  | Estreante                                                                                           |
| Costa Rica                 | 6.ª  | Quartas de Final (2001 e 2004)                                                                      |
| América do Sul             |      | |
| Argentina                  | 44.ª | Campeão (1921, 1925, 1927, 1929, 1937, 1941, 1945, 1946, 1947, 1955, 1957, 1959, 1991, 1993 e 2021) |
| Bolívia                    | 29.ª | Campeão (1963)                                                                                      |
| Brasil                     | 38.ª | Campeão (1919, 1922, 1949, 1989, 1997, 1999, 2004, 2007 e 2019)                                     |
| Chile                      | 41.ª | Campeão (2015 e 2016)                                                                               |
| Colômbia                   | 24.ª | Campeão (2001)                                                                                      |
| Equador                    | 30.ª | 4.º lugar (1959 e 1993)                                                                             |
| Paraguai                   | 39.ª | Campeão (1953 e 1979)                                                                               |
| Peru                       | 34.ª | Campeão (1939 e 1975)                                                                               |
| Uruguai                    | 46.ª | Campeão (1916, 1917, 1920, 1923, 1924, 1926, 1935, 1942, 1956, 1959, 1967, 1983, 1987, 1995 e 2011) |
| Venezuela                  | 20.ª | 4.º lugar (2011)                                                                                    |

## Sorteio
O sorteio da fase de grupos foi realizado em 7 de dezembro de 2023, às 19h30 EST (UTC-5) no James L. Knight Center em Miami. As seleções foram distribuídas nos potes com base em sua posição no Ranking Mundial da FIFA de 30 de novembro de 2023.
Para o sorteio, as 4 equipes do Pote 1 foram pré-semeadas em seus respectivos grupos, determinados da seguinte forma:
- A atual campeã da Copa América, Argentina, foi classificada no Grupo A.
- O atual campeão da Copa Ouro da CONCACAF, México, foi classificado no Grupo B.
- A equipe da CONCACAF com melhor classificação no Ranking Mundial da FIFA de outubro de 2023 , os Estados Unidos, foi classificada no Grupo C.
- A próxima equipe da CONMEBOL com melhor classificação no Ranking Mundial da FIFA de outubro de 2023, Brasil, foi classificada no Grupo D.

As 12 equipes restantes foram colocadas nos potes 2 a 4 de acordo com suas classificações mundiais de outubro de 2023 (mostradas entre parênteses), com espaços reservados para os 2 participantes da CONCACAF ainda a serem determinados no momento do sorteio, cada um sendo automaticamente colocado no pote 4.
| Pote 1 (cabeças-de-chave)                                                      | Pote 2                        | Pote 3                          | Pote 4                            |
| ------------------------------------------------------------------------------ | ----------------------------- | ------------------------------- | --------------------------------- |
| Argentina (como A1) México (como B1) Estados Unidos (como C1) Brasil (como D1) | Uruguai Colômbia Equador Peru | Chile Panamá Venezuela Paraguai | Jamaica Bolívia Costa Rica Canadá |

## Convocações
Antes de enviar seu elenco final para o torneio, as equipes nomearão um elenco provisório de até 55 jogadores.

## Fase de grupos
Os vencedores dos grupos e os segundos classificados avançam para as quartas de final  em formato semelhante ao da Copa América Centenário também sediada pelos Estados Unidos.

### Grupo A
| Pos | Equipe    | Pts | J | V | E | D | GP | GC | SG | Classificado     |
| --- | --------- | --- | - | - | - | - | -- | -- | -- | ---------------- |
| 1   | Argentina | 9   | 3 | 3 | 0 | 0 | 5  | 0  | +5 | Quartas de final |
| 2   | Canadá    | 4   | 3 | 1 | 1 | 1 | 1  | 2  | −1 | Quartas de final |
| 3   | Chile     | 2   | 3 | 0 | 2 | 1 | 0  | 1  | −1 | Eliminado        |
| 4   | Peru      | 1   | 3 | 0 | 1 | 2 | 0  | 3  | −3 | Eliminado        |

### Grupo B
| Pos | Equipe    | Pts | J | V | E | D | GP | GC | SG | Classificado     |
| --- | --------- | --- | - | - | - | - | -- | -- | -- | ---------------- |
| 1   | Venezuela | 9   | 3 | 3 | 0 | 0 | 6  | 1  | +5 | Quartas de final |
| 2   | Equador   | 4   | 3 | 1 | 1 | 1 | 4  | 3  | +1 | Quartas de final |
| 3   | México    | 4   | 3 | 1 | 1 | 1 | 1  | 1  | 0  | Eliminado        |
| 4   | Jamaica   | 0   | 3 | 0 | 0 | 3 | 1  | 7  | −6 | Eliminado        |

### Grupo C
| Pos | Equipe             | Pts | J | V | E | D | GP | GC | SG | Classificado     |
| --- | ------------------ | --- | - | - | - | - | -- | -- | -- | ---------------- |
| 1   | Uruguai            | 9   | 3 | 3 | 0 | 0 | 9  | 1  | +8 | Quartas de final |
| 2   | Panamá             | 6   | 3 | 2 | 0 | 1 | 6  | 5  | +1 | Quartas de final |
| 3   | Estados Unidos (H) | 3   | 3 | 1 | 0 | 2 | 3  | 3  | 0  | Eliminado        |
| 4   | Bolívia            | 0   | 3 | 0 | 0 | 3 | 1  | 10 | −9 | Eliminado        |

### Grupo D
| Pos | Equipe     | Pts | J | V | E | D | GP | GC | SG | Classificado     |
| --- | ---------- | --- | - | - | - | - | -- | -- | -- | ---------------- |
| 1   | Colômbia   | 7   | 3 | 2 | 1 | 0 | 6  | 2  | +4 | Quartas de final |
| 2   | Brasil     | 5   | 3 | 1 | 2 | 0 | 5  | 2  | +3 | Quartas de final |
| 3   | Costa Rica | 4   | 3 | 1 | 1 | 1 | 2  | 4  | −2 | Eliminado        |
| 4   | Paraguai   | 0   | 3 | 0 | 0 | 3 | 3  | 8  | −5 | Eliminado        |

## Fase final
|  | Quartas de final       | Quartas de final        |                             |       | Semifinais     | Semifinais     |  |  | Final | Final |
|  |                        |                         |                             |       |                |                |  |  |       |       |
|  | 4 de julho — Houston   |                         |                             |       |                |                |  |  |       |       |
|  |                        |                         |                             |       |                |                |  |  |       |       |
|  | Argentina (pen)        | 1 (4)                   |                             |       |                |                |  |  |       |       |
|  | Argentina (pen)        | 1 (4)                   | 9 de julho — New Jersey     |       |                |                |  |  |       |       |
|  | Equador                | 1 (2)                   |                             |       |                |                |  |  |       |       |
|  | Equador                | 1 (2)                   | Argentina                   | 2     |                |                |  |  |       |       |
|  | 5 de julho — Arlington |                         | Argentina                   | 2     |                |                |  |  |       |       |
|  |                        | Canadá                  | 0                           |       |                |                |  |  |       |       |
|  | Venezuela (pen)        | Canadá                  | 0                           | 1 (3) |                |                |  |  |       |       |
|  | Venezuela (pen)        |                         | 14 de julho – Miami Gardens | 1 (3) |                |                |  |  |       |       |
|  | Canadá                 | 1 (4)                   |                             |       |                |                |  |  |       |       |
|  | Canadá                 | 1 (4)                   | Argentina                   | 1     |                |                |  |  |       |       |
|  | 6 de julho — Las Vegas |                         | Argentina                   | 1     |                |                |  |  |       |       |
|  |                        | Colômbia                | 0                           |       |                |                |  |  |       |       |
|  | Uruguai (pen)          | Colômbia                | 0                           | 0 (4) |                |                |  |  |       |       |
|  | Uruguai (pen)          | 10 de julho — Charlotte |                             | 0 (4) |                |                |  |  |       |       |
|  | Brasil                 | 0 (2)                   |                             |       |                |                |  |  |       |       |
|  | Brasil                 | 0 (2)                   | Uruguai                     | 0     |                |                |  |  |       |       |
|  | 6 de julho — Glendale  |                         | Uruguai                     | 0     |                |                |  |  |       |       |
|  |                        | Colômbia                | 1                           |       | Terceiro lugar | Terceiro lugar |  |  |       |       |
|  | Colômbia               | Colômbia                | 1                           | 5     | Terceiro lugar | Terceiro lugar |  |  |       |       |
|  | Colômbia               |                         | 13 de julho — Charlotte     | 5     |                |                |  |  |       |       |
|  | Panamá                 | 0                       |                             |       |                |                |  |  |       |       |
|  | Panamá                 | 0                       | Canadá (pen)                | 2 (3) |                |                |  |  |       |       |
|  |                        |                         |                             |       |                |                |  |  |       |       |
|  | Uruguai                | 2 (4)                   |                             |       |                |                |  |  |       |       |
|  | Uruguai                | 2 (4)                   |                             |       |                |                |  |  |       |       |

### Quartas de final
| 4 de julho    | Argentina        | 1 – 1     | Equador         | NRG Stadium, Houston                        |
| 20:00 (UTC−5) | Li. Martínez 35' | Relatório | Rodríguez 90+2' | Público: 69 456 Árbitro: URU Andrés Matonte |

|                                             |       | Penalidades                  |  |
| Messi Álvarez Mac Allister Montiel Otamendi | 4 – 2 | Mena Minda Yeboah J. Caicedo |  |

| 5 de julho    | Venezuela  | 1 – 1     | Canadá          | AT&T Stadium, Arlington                             |
| 20:00 (UTC−5) | Rondón 64' | Relatório | Shaffelburg 13' | Público: 51 080 Árbitro: BRA Wilton Pereira Sampaio |

|                                            |       | Penalidades                                |  |
| Rondón Herrera Rincón Savarino Cádiz Ángel | 3 – 4 | David Millar Bombito Eustáquio Davies Koné |  |

| 6 de julho    | Colômbia                                                                        | 5 – 0     | Panamá | State Farm Stadium, Glendale                  |
| 15:00 (UTC−7) | Córdoba 8' · Rodríguez 15' (pen) · Luis Díaz 41' · Ríos 70' · Borja 90+4' (pen) | Relatório |        | Público: 39 740 Árbitro: ITA Maurizio Mariani |

| 6 de julho    | Uruguai | 0 – 0     | Brasil | Allegiant Stadium, Las Vegas               |
| 18:00 (UTC−7) |         | Relatório |        | Público: 55 770 Árbitro: ARG Darío Herrera |

|                                                 |       | Penalidades                           |  |
| Valverde Bentancur De Arrascaeta Giménez Ugarte | 4 – 2 | Militão A. Pereira D. Luiz Martinelli |  |

### Semifinais
| 9 de julho    | Argentina               | 2 – 0     | Canadá | MetLife Stadium, East Rutherford        |
| 20:00 (UTC−4) | Álvarez 22' · Messi 51' | Relatório |        | Público: 80 102 Árbitro: CHI Piero Maza |

| 10 de julho   | Uruguai | 0 – 1     | Colômbia  | Bank of America Stadium, Charlotte       |
| 20:00 (UTC−4) |         | Relatório | Lerma 39' | Público: 70 644 Árbitro: MEX César Ramos |

### Disputa pelo terceiro lugar
| 13 de julho   | Canadá               | 2 – 2     | Uruguai                     | Bank of America Stadium, Charlotte          |
| 20:00 (UTC−4) | Koné 22' · David 80' | Relatório | Bentancur 8' · Suárez 90+2' | Público: 68 921 Árbitro: VEN Alexis Herrera |

|                                     |       | Penalidades                             |  |
| David Bombito Koné Choinière Davies | 3 – 4 | Valverde Bentancur De Arrascaeta Suárez |  |

### Final
| 14 de julho | Argentina        | 1 – 0 (pro)                               | Colômbia | Hard Rock Stadium, Miami Gardens           |
| 22:15       | L. Martínez 112' | Relatório (CONMEBOL) Relatório (CONCACAF) |          | Público: 65 300 Árbitro: BRA Raphael Claus |

| . | Argentina | Colômbia | . |

| GK             | 23 | Emiliano Martínez   |      |      |
| RB             | 4  | Gonzalo Montiel     |      | 72'  |
| CB             | 13 | Cristian Romero     |      |      |
| CB             | 25 | Lisandro Martínez   |      |      |
| LB             | 3  | Nicolás Tagliafico  |      |      |
| RM             | 11 | Ángel Di María      |      | 117' |
| CM             | 7  | Rodrigo de Paul     |      |      |
| CM             | 24 | Enzo Fernández      |      | 97'  |
| LM             | 20 | Alexis Mac Allister | 61'  | 97'  |
| CF             | 10 | Lionel Messi        |      | 66'  |
| CF             | 9  | Julián Álvarez      |      | 97'  |
| Substituições: |    |                     |      |      |
| FW             | 15 | Nicolás González    |      | 66'  |
| DF             | 26 | Nahuel Molina       |      | 72'  |
| FW             | 22 | Lautaro Martínez    |      | 97'  |
| MF             | 5  | Leandro Paredes     |      | 97'  |
| MF             | 16 | Giovani Lo Celso    | 118' | 97'  |
| DF             | 19 | Nicolás Otamendi    |      | 117' |
| Treinador:     |    |                     |      |      |
| Lionel Scaloni |    |                     |      |      |

| GK             | 12 | Camilo Vargas       |      |      |
| RB             | 4  | Santiago Arias      |      |      |
| CB             | 23 | Davinson Sánchez    |      |      |
| CB             | 2  | Carlos Cuesta       |      |      |
| LB             | 17 | Johan Mojica        |      |      |
| CM             | 6  | Richard Ríos        |      | 89'  |
| CM             | 16 | Jefferson Lerma     |      | 106' |
| CM             | 11 | Jhon Arias          |      | 106' |
| RF             | 10 | James Rodríguez     |      | 91'  |
| CF             | 24 | Jhon Córdoba        | 27'  | 89'  |
| LF             | 7  | Luis Díaz           |      | 106' |
| Substituições: |    |                     |      |      |
| FW             | 19 | Rafael Santos Borré |      | 89'  |
| MF             | 5  | Kevin Castaño       |      | 89'  |
| MF             | 20 | Juan Quintero       |      | 91'  |
| MF             | 15 | Mateus Uribe        |      | 106' |
| FW             | 9  | Miguel Borja        | 115' | 106' |
| MF             | 8  | Jorge Carrascal     |      | 106' |
| Treinador:     |    |                     |      |      |
| Néstor Lorenzo |    |                     |      |      |

| Homem do Jogo: Bandeirinhas: Bruno Pires Rodrigo Correa Quarto árbitro: Juan Benítez Quinto árbitro: Eduardo Cardozo Árbitro assistente de vídeo: Rodolpho Toski Árbitros assistentes de árbitro de vídeo: Danilo Manis Daniel Nobre Pablo Gonçalves |

### Seleção do Campeonato
A Seleção desta edição da Copa América foi feita pelo Grupo de Estudo Técnico da Conmebol.
| Goleiro/Guarda-Redes | Defensores/Defesas                                                        | Meias/Médios                                        | Atacantes/Avançados                          |
| -------------------- | ------------------------------------------------------------------------- | --------------------------------------------------- | -------------------------------------------- |
| - Emiliano Martínez  | - Piero Hincapié - Davinson Sánchez - Cristian Romero - Alistair Johnston | - Manuel Ugarte - Rodrigo De Paul - James Rodríguez | - Raphinha - Lautaro Martínez - Lionel Messi |

## Estatísticas

### Artilharia
5 gols (1)
- ARG Lautaro Martínez

3 gols (1)
- VEN Salomón Rondón

2 gols (13)
- ARG Julián Álvarez
- BRA Vinícius Júnior
- CAN Jonathan David
- COL Daniel Muñoz
- COL Jefferson Lerma
- COL Jhon Córdoba
- COL Luis Díaz
- PAN José Fajardo
- URU Darwin Núñez
- URU Maximiliano Araújo
- URU Rodrigo Bentancur
- USA Folarin Balogun
- VEN Eduard Bello

1 gol (35)
- ARG Lionel Messi
- ARG Lisandro Martínez
- BOL Bruno Miranda
- BRA Lucas Paquetá
- BRA Raphinha
- BRA Savinho
- CAN Ismaël Koné
- CAN Jacob Shaffelburg
- COL Davinson Sánchez
- COL James Rodríguez
- COL Miguel Borja
- COL Richard Ríos
- CRC Francisco Calvo
- CRC Josimar Alcócer
- ECU Alan Minda
- ECU Jeremy Sarmiento
- ECU Kendry Páez
- ECU Kevin Rodríguez
- JAM Michail Antonio
- MEX Gerardo Arteaga
- PAN Cesar Blackman
- PAN Cesar Yanis
- PAN Eduardo Guerrero
- PAN Michael Murillo
- PAR Julio Enciso
- PAR Omar Alderete
- PAR Ramón Sosa
- USA Christian Pulisic
- URU Facundo Pellistri
- URU Federico Valverde
- URU Luis Suárez
- URU Mathías Olivera
- URU Matías Viña
- VEN Eric Ramírez
- VEN Jhonder Cádiz

Gols contra (1)
- JAM Kasey Palmer (Contra o Equador)

### Classificação final
A classificação final é determinada através da fase em que a seleção alcançou e a sua pontuação, levando em conta os critérios de desempate.
| Pos.                            | Seleção        | Gr | Pts | J | V | E | D | GP | GC | SG |
| ------------------------------- | -------------- | -- | --- | - | - | - | - | -- | -- | -- |
| Final                           |                |    |     |   |   |   |   |    |    |    |
| 1                               | Argentina      | A  | 16  | 6 | 5 | 1 | 0 | 9  | 1  | +8 |
| 2                               | Colômbia       | D  | 13  | 6 | 4 | 1 | 1 | 12 | 3  | +9 |
| Disputa pelo terceiro lugar     |                |    |     |   |   |   |   |    |    |    |
| 3                               | Uruguai        | C  | 11  | 6 | 3 | 2 | 1 | 11 | 4  | +7 |
| 4                               | Canadá         | A  | 6   | 6 | 1 | 3 | 2 | 4  | 7  | –3 |
| Eliminados nas quartas de final |                |    |     |   |   |   |   |    |    |    |
| 5                               | Venezuela      | B  | 10  | 4 | 3 | 1 | 0 | 7  | 2  | +5 |
| 6                               | Brasil         | D  | 6   | 4 | 1 | 3 | 0 | 5  | 2  | +3 |
| 7                               | Panamá         | C  | 6   | 4 | 2 | 0 | 2 | 6  | 10 | –4 |
| 8                               | Equador        | B  | 5   | 4 | 1 | 2 | 1 | 5  | 4  | +1 |
| Eliminados na fase de grupos    |                |    |     |   |   |   |   |    |    |    |
| 9                               | México         | B  | 4   | 3 | 1 | 1 | 1 | 1  | 1  | 0  |
| 10                              | Costa Rica     | D  | 4   | 3 | 1 | 1 | 1 | 2  | 4  | –2 |
| 11                              | Estados Unidos | C  | 3   | 3 | 1 | 0 | 2 | 3  | 3  | 0  |
| 12                              | Chile          | A  | 2   | 3 | 0 | 2 | 1 | 0  | 1  | –1 |
| 13                              | Peru           | A  | 1   | 3 | 0 | 1 | 2 | 0  | 3  | –3 |
| 14                              | Paraguai       | D  | 0   | 3 | 0 | 0 | 3 | 3  | 8  | –5 |
| 15                              | Jamaica        | B  | 0   | 3 | 0 | 0 | 3 | 1  | 7  | –6 |
| 16                              | Bolívia        | C  | 0   | 3 | 0 | 0 | 3 | 1  | 10 | –9 |

## Marketing

### Direitos de transmissão
No país anfitrião, os direitos do torneio ficaram sob responsabilidade da Fox Broadcasting Company, cumprindo um acordo firmado ainda na Copa América de 2021, que incluiu outros torneios organizados pela CONMEBOL e a Liga dos Campeões da Europa até a temporada 2025–26. A cobertura é realizada pelo Fox Sports. Em 16 de maio de 2023, a TelevisaUnivision confirmou a aquisição desse torneio junto com um pacote de campeonatos, incluindo o Super Bowl e as eliminatórias da Copa do Mundo de 2026, transmitindo os torneios através do canal latino Univision e no TUDN para os estadunidenses.
No Brasil, o torneio chegou a ser oferecido ao SBT junto com a edição de 2021, fazendo parte do pacote de competições organizadas pela CONMEBOL. Porém, a emissora paulista acabou ficando somente com a edição anterior. Logo depois, o canal decidiu participar das licitações para essa edição, enfrentando a TV Globo pela TV aberta. Na TV por assinatura e streaming, SporTV, ESPN e o Paramount+ disputavam os direitos de transmissão da competição. Em 18 de agosto de 2023, a agência Brax acabou adquirindo os direitos de transmissão da competição, superando uma oferta oferecida pela Globo, mas, realizando as negociações da cobertura com a emissora carioca. Além da Globo, o SBT e até mesmo a Rede Bandeirantes chegaram a ser procuradas pela agência, mas, em 21 de novembro de 2023, o colunista do R7, Flávio Ricco, anunciou que a agência optou por fechar um contrato de exclusividade com o Grupo Globo em todas as plataformas, sendo confirmado posteriormente, marcando assim, o retorno da cobertura pelas mídias do grupo carioca após a ausência em 2021 por conta do imbróglio judicial com a CONMEBOL. O acordo foi oficialmente firmado em 7 de dezembro de 2023.
Na Argentina, o torneio foi vendido para a Telefe em 24 de abril de 2024, mediante a um acordo com a TyC Sports, o que marcaria a volta da competição à principal emissora no país após a última cobertura na edição de 2011. No entanto, a Televisión Pública, que até então era a emissora oficial das competições envolvendo a seleção argentina, ficaria de fora das transmissões após o Governo Javier Milei decidir não adquirir o torneio. Apesar da decisão inicial, o governo federal da Argentina decidiu iniciar uma nova rodada de negociações com a TyC Sports e a Telefe para adquirir o torneio, tendo como principal motivo o maior alcance da televisão educativa, o que deixaria 15 províncias argentinas sem sinal de jogos da seleção. Após algumas conversas, o governo decidiu adquirir a competição em 30 de maio, firmando um acordo de sublicenciamento.

#### América Central e Caribe (CONCACAF)
| País                         | Emissora           | Notas                                                | Ref           |
| ---------------------------- | ------------------ | ---------------------------------------------------- | ------------- |
| Estados Unidos · (anfitrião) | Fox Sports         | Cobertura de todos os jogos em inglês                | [ 27 ] [ 28 ] |
| Estados Unidos · (anfitrião) | Univision          | Cobertura de todos os jogos em espanhol              | [ 27 ] [ 28 ] |
| Estados Unidos · (anfitrião) | TUDN               | Cobertura de todos os jogos em espanhol              | [ 27 ] [ 28 ] |
| Canadá                       | The Sports Network | Cobertura de todos os jogos em inglês                | [ 29 ]        |
| Canadá                       | Réseau des Sports  | Cobertura de todos os jogos em francês               | [ 29 ]        |
| Caribe                       | CSport             | Cobertura de todos os jogos                          | [ 30 ]        |
| Caribe                       | CVM                | Cobertura de todos os jogos                          | [ 30 ]        |
| Costa Rica                   | Teletica           | Cobertura de todos os jogos                          | [ 31 ]        |
| Costa Rica                   | Repretel           | Cobertura de todos os jogos                          | [ 31 ]        |
| El Salvador                  | Canal 4            | Cobertura de todos os jogos                          | [ 32 ]        |
| Guatemala                    | TV Azteca          | Todos os jogos da seleção guatemaleca e a fase final | [ 33 ]        |
| Guatemala                    | Claro Sports       | Cobertura de todos os jogos                          | [ 34 ]        |
| Honduras                     | Canal 11           | Cobertura de todos os jogos                          | [ 35 ]        |
| Jamaica                      | CVM                | Cobertura de todos os jogos                          |               |
| México                       | Canal 5            | Cobertura de todos os jogos                          | [ 36 ] [ 37 ] |
| México                       | TUDN               | Cobertura de todos os jogos                          | [ 36 ] [ 37 ] |
| México                       | TV Azteca          | Cobertura de todos os jogos                          | [ 36 ] [ 37 ] |
| Nicarágua                    | Viva               | Cobertura de todos os jogos                          |               |
| Panamá                       | RPC Deportes       | Cobertura de todos os jogos                          | [ 38 ]        |
| Panamá                       | TVMAX              | Cobertura de todos os jogos                          | [ 39 ]        |
| República Dominicana         | CDN Deportes       | Cobertura de todos os jogos                          | [ 40 ]        |

#### América do Sul (CONMEBOL)
| País              | Emissora            | Notas                                                | Ref           |
| ----------------- | ------------------- | ---------------------------------------------------- | ------------- |
| Todo o continente | DSports             | Cobertura de todos os jogos                          | [ 41 ]        |
| Argentina         | Telefe              | Todos os jogos da seleção argentina e a fase final   | [ 42 ] [ 43 ] |
| Argentina         | Televisión Pública  | Todos os jogos da seleção argentina e a fase final   | [ 42 ] [ 43 ] |
| Argentina         | TyC Sports          | Cobertura de todos os jogos                          | [ 42 ] [ 43 ] |
| Brasil            | TV Globo            | Todos os jogos da seleção brasileira e a fase final  | [ 44 ]        |
| Brasil            | SporTV              | Cobertura de todos os jogos                          | [ 44 ]        |
| Bolívia           | Unitel              | Todos os jogos da seleção boliviana e a fase final   | [ 45 ]        |
| Chile             | Canal 13            | Todos os jogos da seleção chilena e a fase final     | [ 46 ]        |
| Chile             | Chilevisión         | Todos os jogos da seleção chilena e a fase final     | [ 46 ]        |
| Colômbia          | Caracol Televisión  | Todos os jogos da seleção colombiana e a fase final  | [ 47 ]        |
| Colômbia          | RCN Televisión      | Todos os jogos da seleção colombiana e a fase final  | [ 47 ]        |
| Equador           | Ecuavisa            | Todos os jogos da seleção equatoriana e a fase final | [ 48 ]        |
| Equador           | El Canal del Fútbol | Cobertura de todos os jogos                          | [ 48 ]        |
| Paraguai          | Trece               | Todos os jogos da seleção paraguaia e a fase final   | [ 49 ]        |
| Paraguai          | SNT                 | Todos os jogos da seleção paraguaia e a fase final   | [ 49 ]        |
| Paraguai          | Telefuturo          | Todos os jogos da seleção paraguaia e a fase final   | [ 49 ]        |
| Peru              | América Televisión  | Todos os jogos da seleção peruana e a fase final     | [ 50 ]        |
| Uruguai           | TV Ciudad           | Todos os jogos da seleção uruguaia e a fase final    | [ 51 ]        |
| Uruguai           | AUF TV              | Todos os jogos da seleção uruguaia                   | [ 52 ]        |
| Venezuela         | Televen             | Todos os jogos da seleção venezuelana e a fase final | [ 53 ]        |

#### Europa
| País          | Emissora       | Notas                       | Ref    |
| ------------- | -------------- | --------------------------- | ------ |
| Albânia       | MCN TV         | Cobertura de todos os jogos | [ 54 ] |
| Alemanha      | Sportdigital   | Cobertura de todos os jogos | [ 55 ] |
| Áustria       | Sportdigital   | Cobertura de todos os jogos | [ 55 ] |
| Bálcãs        | Arena Sport    | Cobertura de todos os jogos | [ 56 ] |
| Bulgária      | Max Sport      | Cobertura de todos os jogos | [ 57 ] |
| Cazaquistão   | QAZTRK         | Cobertura de todos os jogos | [ 58 ] |
| Dinamarca     | Viaplay        | Cobertura de todos os jogos | [ 59 ] |
| Eslováquia    | RTVS           | Cobertura de todos os jogos | [ 60 ] |
| Espanha       | Movistar Plus+ | Cobertura de todos os jogos | [ 61 ] |
| Espanha       | CCMA           | Cobertura de todos os jogos | [ 62 ] |
| Estónia       | Viaplay        | Cobertura de todos os jogos | [ 59 ] |
| Finlândia     | Viaplay        | Cobertura de todos os jogos | [ 59 ] |
| França        | L'Équipe       | Cobertura de todos os jogos | [ 63 ] |
| Grécia        | ANT1           | Cobertura de todos os jogos | [ 64 ] |
| Hungria       | Arena4         | Cobertura de todos os jogos |        |
| Irlanda       | Premier Sports | Cobertura de todos os jogos | [ 65 ] |
| Itália        | Sportitalia    | Cobertura de todos os jogos | [ 66 ] |
| Itália        | Mola           | Cobertura de todos os jogos | [ 66 ] |
| Letónia       | Viaplay        | Cobertura de todos os jogos | [ 67 ] |
| Lituânia      | Viaplay        | Cobertura de todos os jogos | [ 67 ] |
| Noruega       | Viaplay        | Cobertura de todos os jogos | [ 67 ] |
| Países Baixos | Viaplay        | Cobertura de todos os jogos | [ 67 ] |
| Polónia       | Viaplay        | Cobertura de todos os jogos | [ 67 ] |
| Portugal      | Sport TV       | Cobertura de todos os jogos | [ 68 ] |
| Reino Unido   | Premier Sports | Cobertura de todos os jogos | [ 65 ] |
| Roménia       | Digi Sport     | Cobertura de todos os jogos | [ 69 ] |
| Rússia        | Okko Sport     | Cobertura de todos os jogos |        |
| Suécia        | Sportdigital   | Cobertura de todos os jogos | [ 55 ] |
| Turquia       | Acun Media     | Cobertura de todos os jogos |        |

#### Ásia
| País          | Emissora    | Notas                       | Ref    |
| ------------- | ----------- | --------------------------- | ------ |
| Brunei        | Astro       | Cobertura de todos os jogos |        |
| China         | CCTV        | Cobertura de todos os jogos | [ 70 ] |
| China         | Tencent QQ  | Cobertura de todos os jogos | [ 70 ] |
| Coreia do Sul | TVING       | Cobertura de todos os jogos |        |
| Hong Kong     | I-CABLE HOY | Cobertura de todos os jogos | [ 71 ] |
| Irão          | IRIB        | Cobertura de todos os jogos |        |
| Israel        | Charlton    | Cobertura de todos os jogos |        |
| Japão         | Prime Video | Cobertura de todos os jogos | [ 72 ] |
| Malásia       | Astro       | Cobertura de todos os jogos |        |
| Vietname      | Next Media  | Cobertura de todos os jogos | [ 73 ] |
| Vietname      | K+          | Cobertura de todos os jogos | [ 73 ] |
| Vietname      | VTC         | Cobertura de todos os jogos | [ 73 ] |

#### Oceania
| País          | Emissora               | Notas                       | Ref    |
| ------------- | ---------------------- | --------------------------- | ------ |
| Austrália     | Optus Sport            | Cobertura de todos os jogos | [ 74 ] |
| Fiji          | FBC                    | Cobertura de todos os jogos | [ 75 ] |
| Nova Zelândia | Television New Zealand | Cobertura de todos os jogos | [ 76 ] |

#### África
| País              | Emissora          | Notas                                  | Ref    |
| ----------------- | ----------------- | -------------------------------------- | ------ |
| Todo o continente | Star Times Sports | Cobertura de todos os jogos em inglês  | [ 77 ] |
| Todo o continente | Canal+            | Cobertura de todos os jogos em francês | [ 77 ] |

## Curiosidades
Nesta Copa América temos algumas curiosidades tais como principais estrelas, os jogadores mais caros, qual liga cedeu mais atletas e qual clube cedeu mais convocados.

### Campeonatos com mais jogadores cedidos para a Copa América 2024
A origem da maioria dos 416 jogadores convocados para disputar a Copa América e em que liga atuam demonstra o nível da competição. Abaixo temos o quadro com as cinco Ligas qua mais cederam atletas.
| Posição | País           | Liga                             | Nº de atletas |
| ------- | -------------- | -------------------------------- | ------------- |
| 1º      | Inglaterra     | Premier League                   | 58            |
| 2º      | Brasil         | Campeonato Brasileiro de Futebol | 35            |
| 3º      | México         | Liga MX                          | 35            |
| 4º      | Estados Unidos | Major League Soccer              | 33            |
| 5º      | Espanha        | La Liga                          | 28            |

Fonte: sítio 365scores. 

### Times com mais jogadores convocados para a Copa América 2024
| Posição | Time               | País       | Nº de jogadores |
| ------- | ------------------ | ---------- | --------------- |
| 1       | Bolívar            | Bolívia    | 9               |
| 2       | América            | México     | 7               |
| 3       | Deportivo Saprissa | Costa Rica | 7               |
| 4       | Flamengo           | Brasil     | 5               |
| 5       | Fulham             | Inglaterra | 5               |
| 6       | Universitario      | Peru       | 5               |
| 7       | Club Libertad      | Paraguai   | 5               |
| 8       | Porto              | Portugal   | 5               |
| 9       | Herediano          | Costa Rica | 5               |
| 10      | Always Ready       | Bolívia    | 5               |

Fonte: sítio 365scores.

### Estrelas da Copa América 2024
Segundo a imprensa as principais estrelas da Copa América foram Lionel Messi, Vinícius Junior, Luis Díaz, Lautaro Martínez, Federico Valverde, Luis Suárez, Alphonso Davies, Christian Pulisic, Darwin Núñez e Alexis Sánchez.

## Controvérsias

### Críticas aos gramados
Com o início do torneio, jogadores do Brasil e da Argentina criticaram duramente os gramados dos estádios norte-americanos. Pelo lado brasileiro, os jogadores Danilo, Vinícius Júnior e Rodrygo destacaram que o estilo da grama atrapalhavam o desempenho da equipe. Já no lado argentino, o técnico Lionel Scaloni e os jogadores Lionel Messi, Emiliano Martínez e Cristian Romero criticaram as condições do campo e que o torneio fica abaixo da Eurocopa por conta da péssima qualidade dos locais. Scaloni inclusive comparou o gramado do Mercedes-Benz Stadium com o do Estádio Nacional de Lusail, onde a seleção chegou a perder para a Arábia Saudita na estreia da Copa do Mundo FIFA de 2022, edição que foi vencida pela equipe hermana no mesmo estádio na disputa contra a França na final, além de ter ganhado do México pela fase de grupos e da Croácia pela semifinal no local, mas destacou que o gramado catari apresentava condições melhores de jogo que os estadunidenses. Em análises feitas por jornalistas esportivos, 11 dos 14 estádios norte-americanos são usados para as competições da National Football League e por conta disso, não seguem o padrão usado pela FIFA, de 100m a 110m de comprimento e 64m a 75m de largura, enquanto que a CONMEBOL estabeleceu o padrão de 100m x 64m, cinco metros menores que os normalmente usados pela FIFA.

### Casos de racismo

#### Canadá
Durante o jogo entre Argentina e Canadá pela abertura do torneio em 20 de junho de 2024, Moïse Bombito foi vítima de injúria racial por torcedores argentinos após a falta cometida encima de Lionel Messi. O defensor ignorou as provocações dando os ombros e em seguida, publicou em uma rede social: "Meu lindo Canadá. Sem espaço para essa besteira". Após o ocorrido, a Associação Canadense de Futebol (CSA) lamentou o caso e enviou uma denúncia à CONMEBOL e a CONCACAF pedindo providências. Já na partida entre Canadá e Chile em 30 de junho, as redes sociais do destaque Alphonso Davies e da ACF, foram alvos de ataques racistas vindo de torcedores chilenos após a eliminação, uma vez que o empate garantiu a segunda vaga aos canadenses. Em nota, a CONMEBOL repudiou o ocorrido.

#### Estados Unidos
Em 27 de junho de 2024, durante o jogo entre os anfitriões e o Panamá, os jogadores Folarin Balogun, Timothy Weah e Chris Richards foram vítimas de ataques racistas vindo de torcedores estadunidenses após a equipe da casa não conseguir avançar às quartas de final. Em nota a CONMEBOL também lamentou a situação e a US Football ofereceu atendimento psicológico aos jogadores e funcionários que foram ofendidos pelas mensagens.

### Polêmicas antes e após a eliminação do Brasil
Antes do clássico Brasil x Uruguai pelas quartas de final em 6 de julho de 2024, Andreas Pereira provocou a seleção uruguaia, destacando que a equipe brasileira possuía jogadores que disputavam a Premier League e que achava o time superior ao seu rival. Como resposta à provocação, o time celeste publicou um vídeo nas redes sociais recortando a fala de Pereira e unindo a outros depoimentos em entrevista com os jogadores Endrick e Wendell, relembrando também o Maracanaço, onde a equipe brasileira foi superada pelos uruguaios na final da Copa do Mundo de 1950.
Após a disputa dos pênaltis, vencida pelo Uruguai, a equipe novamente provocou os brasileiros, agora publicando a frase "Risco é otimismo", com uma imagem dos jogadores comemorando a classificação na semifinal. Luis Suárez em uma coletiva de imprensa após o jogo, rebateu a declaração de Andreas e destacou que o jogador era reserva de Giorgian De Arrascaeta pelo Clube de Regatas do Flamengo entre 2021 e 2022. Arrascaeta também repudiou a fala do jogador belga e classificou como infeliz, mas declarou que o jogador tem bom coração e que a provocação faz parte do futebol. Pereira após a eliminação se disse surpreso com a resposta da mídia uruguaia após a declaração e que em nenhum momento quis ofender os seus adversários.
Um vídeo destacando os jogadores brasileiros ignorando o técnico Dorival Júnior em meio a roda antes dos pênaltis e de Arrascaeta não correspondendo o cumprimento de Dorival após a partida, circulou nas redes sociais gerando debates sobre a forma que o treinador era visto pelos jogadores. A primeira cena chegou a ser vista como "uma das mais tristes" pela mídia internacional. Com a repercussão do caso, Giorgian publicou no X (antigo Twitter) que cumprimentou Dorival fora do estádio. Em uma entrevista, Júnior destacou que não costuma participar da reunião de jogadores em campo antes dos pênaltis e que isso também se estendia nos clubes que treinou.
A eliminação precoce do Brasil na Copa América gerou debates pela mídia sobre a crise que a seleção enfrenta desde a primeira fase das eliminatórias da Copa do Mundo de 2026, quando adversários como o próprio Uruguai, a Venezuela e a Colômbia conseguiram arrancar vitórias e empates históricos sobre a equipe canarinha. Outra parte relembra que a crise na verdade existe desde a derrota por 7x1 para a Alemanha nas semifinais da Copa de 2014 e até lá, o time passou por várias trocas de técnicos e nunca apresentou identificação com os torcedores como antes. Além disso, a ausência de Neymar devido a sua lesão em outubro de 2023, que o retirou da temporada 2023–24 do Campeonato Saudita pelo Al Hilal, foi outro fator observado por alguns críticos e que poderia explicar a queda de rendimento da equipe, trazendo uma suposta dependência do craque no time.
Em 8 de julho de 2024, dois dias após a eliminação para o Uruguai nas quartas de final da Copa América e no aniversário de 10 anos do 7x1 na semifinal da copa de 2014, a Confederação Brasileira de Futebol (CBF) publicou um vídeo nas redes sociais destacando outras crises enfrentadas pela seleção, mas colocando em evidência os cinco títulos conquistados pela Copa do Mundo e utilizando a frase "vamos voltar a vencer".

### Cenas de violência

#### Semifinal
Após o jogo entre Colômbia e Uruguai pela semifinal em 10 de julho de 2024, uma briga entre jogadores e torcedores uruguaios e colombianos se instaurou, uma vez que a equipe latina comemorava o seu retorno à final do campeonato 23 anos após a sua primeira decisão, que deu o título ao time em 2001, enquanto que alguns jogadores celestes começavam a empurrar os colombianos no campo por terem interpretado a festa como provocação. Logo depois, Darwin Núñez resolveu invadir a arquibancada e entrar na briga entre os torcedores rivais, sendo contido por seguranças e pelos colegas de time. Em uma coletiva de imprensa, José Giménez disse que viu os familiares dos jogadores uruguaios sendo agredidos por torcedores colombianos e que por isso parte da equipe foi em direção ao público. O portal brasileiro ge flagrou torcedores feridos após o confronto.

#### Final
Horas antes da final entre Argentina e Colômbia no dia 14 de julho de 2024, um princípio de confusão se formou na entrada do Hard Rock Stadium em Miami após a abertura dos portões, forçando a CONMEBOL a fechar os mesmos e cogitar até a realizar a decisão sem a presença de público devido ao descontrole da plateia presente, havendo várias pessoas sendo empurradas, brigas físicas e verbais e até mesmo torcedores passando mal por conta do forte calor, já que as temperaturas atingiram a máxima de 40°C. Foram flagradas cenas de torcedores tentando invadir os portões de acesso ao estádio e sendo contidos pela polícia local, além de alguns jornalistas tendo as credenciais e os documentos roubados por vândalos que tentavam acessar o local. Para acalmar os ânimos, o jogo que estava previsto para começar às 20h locais, foi adiado inicialmente para ás 20h30 pela organização e os portões só foram liberados novamente por volta das 19h. No entanto, um novo tumulto foi registrado com novas tentativas de invasão, levando os organizadores a fechar novamente o acesso por alguns minutos e reabrir mais uma vez com a confusão controlada. Em nota, a CONMEBOL confirmou o adiamento do horário de início da final, mas informou que pessoas sem ingressos não teriam acesso à partida. Porém, com a quantidade de pessoas ao lado de fora continuar superior a quem já estava dentro do estádio, a partida voltou a ser remarcada, agora para às 20h45 e mais tarde para às 21h15. O jogo só iniciou por volta das 21h22 (UTC-4).